# Limnonectes
Limnonectes es un género de anfibios anuros de la familia Dicroglossidae. Sus especies se distribuyen por el sudeste de Asia, Japón, Filipinas, Sumatra, la Wallacea y Nueva Guinea.

## Especies

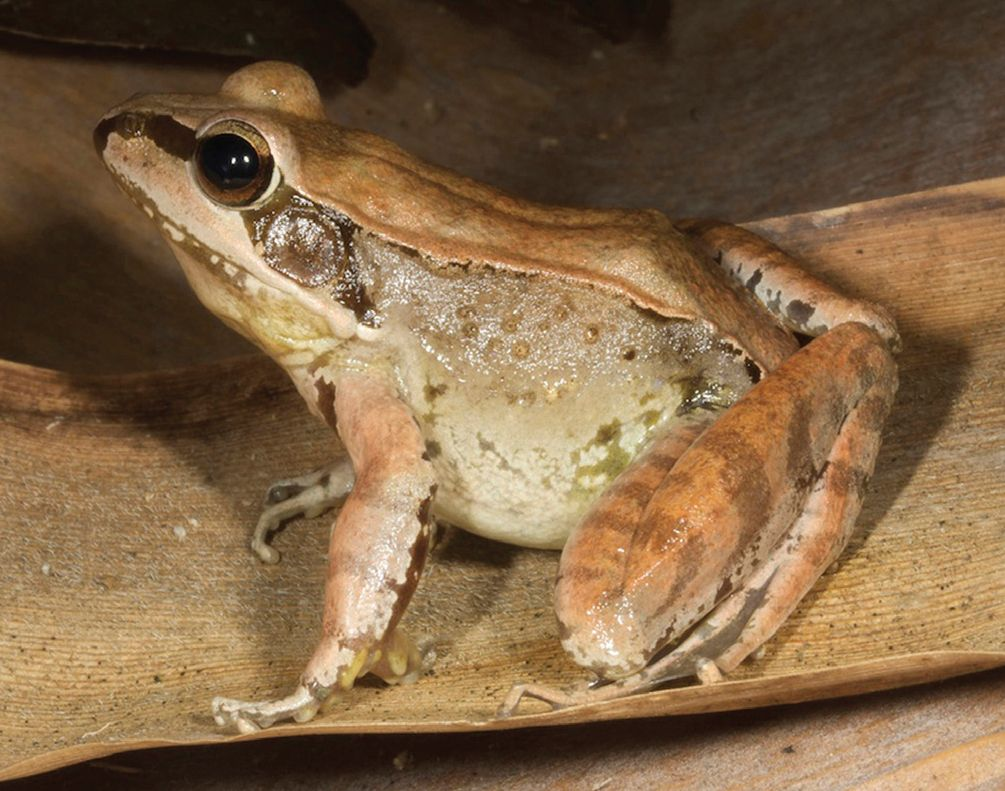
Limnonectes timorensis

Se reconocen las siguientes 82 especies:
- Limnonectes abanghamidi Matsui, 2024[2]
- Limnonectes acanthi (Taylor, 1923)
- Limnonectes arathooni (Smith, 1927)
- Limnonectes asperatus (Inger, Boeadi & Taufik, 1996)
- Limnonectes bannaensis Ye, Fei, ,Xie & Jiang, 2007
- Limnonectes barioensis Matsui & Nishikawa, 2024[2]
- Limnonectes batulawensis Matsui, Nishikawa & Eto, 2024[2]
- Limnonectes blythii (Boulenger, 1920)
- Limnonectes cassiopeia Herr, Som & Brown, 2024[3]
- Limnonectes cintalubang Matsui, Nishikawa & Eto, 2014
- Limnonectes coffeatus Phimmachak, Sivongxay, Seateun, Yodthong, Rujirawan, Neang, Aowphol & Stuart, 2018
- Limnonectes conspicillatus (Günther, 1872)
- Limnonectes dabanus (Smith, 1922)
- Limnonectes dammermani (Mertens, 1929)
- Limnonectes deinodon[4] Dehling, 2014
- Limnonectes diuatus (Brown & Alcala, 1977)
- Limnonectes doriae (Boulenger, 1887)
- Limnonectes ferneri Siler, McVay, Diesmos & Brown, 2009
- Limnonectes finchi (Inger, 1966)
- Limnonectes fragilis (Liu & Hu, 1973)
- Limnonectes fujianensis Ye & Fei, 1994
- Limnonectes grunniens (Latreille, 1801)
- Limnonectes gyldenstolpei (Andersson, 1916)
- Limnonectes hascheanus (Stoliczka, 1870)
- Limnonectes heinrichi (Ahl, 1933)
- Limnonectes hikidai Matsui & Nishikawa, 2014
- Limnonectes ibanorum (Inger, 1964)
- Limnonectes ingeri (Kiew, 1978)
- Limnonectes isanensis[5] McLeod, Kelly & Barley, 2012
- Limnonectes jarujini Matsui, Panha, Khonsue & Kuraishi, 2010
- Limnonectes kadarsani Iskandar, Boeadi & Sancoyo, 1996
- Limnonectes kenepaiensis (Inger, 1966)
- Limnonectes khammonensis (Smith, 1929)
- Limnonectes khasianus (Anderson, 1871)
- Limnonectes kiziriani Pham, Le, Ngo, Ziegler & Nguyen, 2018
- Limnonectes kohchangae (Smith, 1922)
- Limnonectes kong Dehling & Dehling, 2017
- Limnonectes kuhlii (Tschudi, 1838)
- Limnonectes larvaepartus[6] Iskandar, Evans & McGuire, 2014
- Limnonectes lauhachindai[7] Aowphol, Rujirawan, Taksinum, Chuaynkern & Stuart, 2015
- Limnonectes leporinus Andersson, 1923
- Limnonectes leytensis (Boettger, 1893)
- Limnonectes limborgi (Sclater, 1892)
- Limnonectes liui (Yang, 1983)
- Limnonectes longchuanensis Suwannapoom, Yuan, Sullivan & McLeod, 2016
- Limnonectes macrocephalus (Inger, 1954)
- Limnonectes macrodon (Duméril & Bibron, 1841)
- Limnonectes macrognathus (Boulenger, 1917)
- Limnonectes magnus (Stejneger, 1910)
- Limnonectes malesianus (Kiew, 1984)
- Limnonectes mawlyndipi Chanda, 1990)
- Limnonectes megastomias McLeod, 2008
- Limnonectes meratusensis Gonggoli, Shimada, Nishikawa, Matsui, Larson, Smith & Hamidy, 2025[8]
- Limnonectes micrixalus (Taylor, 1923)
- Limnonectes microdiscus (Boettger, 1892)
- Limnonectes microtympanum (Van Kampen, 1907)
- Limnonectes mocquardi (Mocquard, 1890)
- Limnonectes modestus (Boulenger, 1882)
- Limnonectes namiyei (Stejneger, 1901)
- Limnonectes nguyenorum[9] McLeod, Kurlbaum & Hoang, 2015
- Limnonectes nitidus (Smedley, 1932)
- Limnonectes palavanensis (Boulenger, 1894)
- Limnonectes paramacrodon (Inger, 1966)
- Limnonectes parvus (Taylor, 1920)
- Limnoectes penerisanensis Matsui, Nishikawa & Shimada, 2024.[2]
- Limnonectes phyllofolia Frederick, Iskandar, Riyanto, Hamidy, Reilly, Stubbs, Bloch, Bach & McGuire, 2023[10]
- Limnonectes plicatellus (Stoliczka, 1873)
- Limnonectes poilani (Bourret, 1942)
- Limnonectes quangninhensis Pham, Le, Nguyen, Ziegler, Wu & Nguyen, 2017
- Limnonectes rhacodus (Inger, Boeadi & Taufik, 1996)
- Limnonectes selatan[11] Matsui, Belabut & Ahmad, 2014
- Limnonectes separatus Matsui, Nishikawa & Shimada, 2024.[2]
- Limnonectes shompenorum Das, 1996
- Limnonectes sinuatodorsalis[12] Matsui, 2015
- Limnonectes sisikdagu[13] McLeod, Horner, Husted, Barley & Iskandar, 2011
- Limnonectes taylori Matsui, Panha, Khonsue & Kuraishi, 2010
- Limnonectes tawauensis Matsui, Nishikawa & Shimada, 2024[2]
- Limnonectes timorensis (Smith, 1927)
- Limnonectes tweediei (Smith, 1935)
- Limnonectes utara Matsui, Belabut & Ahmad, 2014
- Limnonectes visayanus (Inger, 1954)
- Limnonectes woodworthi (Taylor, 1923)